# 669 هـ
669 هـ هي سنة في التقويم الهجري امتدت مُقابلةً في التقويم الميلادي بين سنتي 1270 و1271.

## مواليد
- شرف الدين موسى

## وفيات
- ابن سبعين
- ابن عصفور الإشبيلي
- 9 شوال - بن سبعين، فيلسوف ومتصوف أندلسي.
- حاج بكتاش ولي